# Liste der denkmalgeschützten Objekte in Engerwitzdorf
Die Liste der denkmalgeschützten Objekte in Engerwitzdorf enthält die denkmalgeschützten, unbeweglichen Objekte der Gemeinde Engerwitzdorf in Oberösterreich (Bezirk Urfahr-Umgebung).

## Denkmäler
| Foto |                 | Denkmal                                                                           | Standort                                      | Beschreibung | Metadaten |
| ---- | --------------- | --------------------------------------------------------------------------------- | --------------------------------------------- | --- | --- |
| ja   | Datei hochladen | Frühmittelalterliche Hügelgräber im Ogsteiner Wald HERIS-ID: 242442seit 2022      | Standort KG: Engerwitzdorf                    | Im Ogsteiner Wald liegen rund 25 frühgeschichtliche Grabhügel mit Brandbestattungen. Zwei eiserne Lanzenspitzen und ein Topf aus dem 9. Jahrhundert, die 1925 gefunden wurden, befinden sich im Oberösterreichischen Landesmuseum. Anmerkung: Koordinaten grundstücksgenau, auch passend zu Fundstelle AT-4-0015560                                                                           | BDA-Hist.: Q112951391 Status: Bescheid Stand der BDA-Liste: 2025-06-30 Name: Frühmittelalterliche Hügelgräber im Ogsteiner Wald GstNr.: 2641                                                              |
| ja   | Datei hochladen | Kath. Filialkirche hl. Ägidius HERIS-ID: 5215 Objekt-ID: 1077                     | südlich Hohenstein 10 Standort KG: Holzwiesen | Das Langhaus der kleinen Saalkirche auf hoher Felskanzel wurde vermutlich in der ersten Hälfte des 13. Jahrhunderts errichtet, wobei die Kirche wohl in einer bereits im 14. Jahrhundert zerstörten Burg gelegen war. Der Grundriss der zweijochigen Kirche mit zweijochigem Chor und polygonalem Schluss weist auf Grund der Geländelage einen Knick zwischen dem Langhaus und dem Chor auf. | BDA-Hist.: Q37760606 Status: Bescheid Stand der BDA-Liste: 2025-06-30 Name: Kath. Filialkirche hl. Ägidius GstNr.: .101 Filialkirche hl. Ägidius, Engerwitzdorf                                           |
| ja   | Datei hochladen | Wachthaus 45 der Pferdeeisenbahn Linz-Budweis HERIS-ID: 110678 Objekt-ID: 128395  | Moserweg 14 Standort KG: Holzwiesen           | Das Wachthaus ist Teil der Pferdeeisenbahn Budweis–Linz–Gmunden, wobei zur Inspektion und Wartung der Strecke im Abstand von zwei bis drei Kilometern Wachthäuser errichtet wurden. | BDA-Hist.: Q37820159 Status: Bescheid Stand der BDA-Liste: 2025-06-30 Name: Wachthaus 45 der Pferdeeisenbahn Linz-Budweis GstNr.: .112                                                                    |
| ja   | Datei hochladen | Katholische Pfarrkirche Christus der Auferstandene HERIS-ID: 5209 Objekt-ID: 1071 | Kirchenplatz 1 Standort KG: Niederkulm        | Die Kirche Christus der Auferstandene wurde zwischen 1994 und 1995 von der Projektgruppe Arkade zusammen mit einem Seelsorgezentrum geplant. Die Kirche im postmodernen Stil ähnelt im Grundriss einem Dreiecksegel mit gekrümmter Wand. | BDA-Hist.: Q24017940 Status: § 2a Stand der BDA-Liste: 2025-06-30 Name: Kath. Pfarrkirche Christus der Auferstandene, Mittertreffling GstNr.: 574/4 Pfarrkirche Christus der Auferstandene, Engerwitzdorf |